# Wola (Reszel)
Wola (deutsch Dürwangen) ist ein Dorf in der polnischen Woiwodschaft Ermland-Masuren. Es gehört zur Gmina Reszel (Stadt- und Landgemeinde Reszel (deutsch Rößel) im Powiat Kętrzyński (Kreis Rastenburg)).

## Geographische Lage
Wola liegt in der nördlichen Mitte der Woiwodschaft Ermland-Masuren, elf Kilometer südlich der einstigen Kreisstadt Rößel und 17 Kilometer südwestlich der heutigen Kreismetropole Kętrzyn (Rastenburg).

## Geschichte
Das vor 1785 Derwangen, vor 1820 Wolla und nach 1820 Dirwangen genannte Gutsdorf wurde 1874 in den neu errichteten Amtsbezirk Loszainen (polnisch Łężany) eingegliedert. Der Amtsbezirk – 1936 in „Amtsbezirk Loßainen“ umbenannt – war bis 1945 Teil des Kreises Rößel im Regierungsbezirk Königsberg in der preußischen Provinz Ostpreußen. Von 1874 bis 1878 war Dürwangen dem Standesamt Loszainen zugeordnet, danach bis 1945 dem Standesamt Legienen (polnisch Leginy). 
Aufgrund der Bestimmungen des Versailler Vertrags stimmte die Bevölkerung in den Volksabstimmungen in Ost- und Westpreussen am 11. Juli 1920 über die weitere staatliche Zugehörigkeit zu Ostpreußen (und damit zu Deutschland) oder den Anschluss an Polen ab. In Dürwangen stimmten 100 Einwohner für den Verbleib bei Ostpreußen, auf Polen entfielen keine Stimmen. Am 30. September 1928 verlor der Gutsbezirk Dürwangen seine Eigenständigkeit und wurde nach Loszainen (1936 bis 1945 Loßainen, polnisch Łężany) eingemeindet.
In Kriegsfolge kam Dürwangen 1945 mit dem gesamten südlichen Ostpreußen zu Polen und erhielt die polnische Namensform „Wola“. Heute ist das Dorf Sitz eines Schulzenamtes (polnisch Sołectwo) und somit eine Ortschaft im Verbund der Stadt- und Landgemeinde Reszel (Rößel) im Powiat Kętrzyński (Kreis Rastenburg), bis 1998 der Woiwodschaft Olsztyn, seither der Woiwodschaft Ermland-Masuren zugehörig.

### Einwohnerzahlen
| Jahr | Anzahl |
| ---- | ------ |
| 1820 | 46     |
| 1885 | 151    |
| 1905 | 132    |
| 1910 | 169    |
| 2011 | 30     |

## Kirche
Vor 1945 war Dürwangen in die evangelische Kirche Warpuhnen in der Kirchenprovinz Ostpreußen der Kirche der Altpreußischen Union sowie in die katholische Kirche Legienen (polnisch Leginy) im damaligen Bistum Ermland eingepfarrt. Die Beziehung zur katholischen Pfarrei Leginy besteht auch heute noch, jetzt allerdings dem Erzbistum Ermland zugehörig. Auch die Zugehörigkeit der evangelischen Bevölkerung zur Kirche in Warpuny besteht weiter, doch ist diese jetzt der Betreuung durch die Pfarrei in Sorkwity (Sorquitten) in der Diözese Masuren der Evangelisch-Augsburgischen Kirche in Polen unterstellt.

## Verkehr
Wola liegt an der verkehrstechnisch bedeutenden Nord-Süd-Achse der polnischen Woiwodschaftsstraße 590 (frühere deutsche Reichsstraße 141), die Barciany (Barten), Korsze (Korschen), Reszel (Rößel) und Biskupiec (Bischofsburg) miteinander verbindet. Außerdem endet eine von Sorkwity (Sorquitten) über Warpuny (Warpuhnen) kommende Nebenstraße in Wola. Eine Anbindung an den Schienenverkehr besteht nicht.